# Corallancyla durantoni
Corallancyla durantoni är en skalbaggsart som beskrevs av Peñaherrera och Tavakilian 2003. Corallancyla durantoni ingår i släktet Corallancyla och familjen långhorningar. Inga underarter finns listade i Catalogue of Life.